# Afrida ciliata
Afrida ciliata är en fjärilsart som beskrevs av George Francis Hampson 1900. Afrida ciliata ingår i släktet Afrida och familjen trågspinnare. Inga underarter finns listade i Catalogue of Life.